# ムハメト・デミル
ムハメト・デミル（Muhammet Demir 、1992年1月10日 - ）は、トルコ・アラクル出身のプロサッカー選手。コンヤスポル所属。ポジションは、フォワード。

## 経歴
2004年からトルコのブルサスポルのユースチームでキャリアをスタートさせ、2009年にトップチームに昇格した。5月24日、ガズィアンテプスポル戦でプロデビューを果たした。
2019年7月2日、イスタンブール・バシャクシェヒルと4年契約を結んだ。
2019年9月3日、ガズィシェヒル・ガズィアンテプに1年間の期限付き移籍で加入した。
2022年7月4日、コンヤスポルと2年契約を結んだ。

## 代表歴
トルコ代表としてU-15代表からトルコの各世代別代表を経験し、2009 FIFA U-17ワールドカップでは3ゴールを記録した。
2014年10月10日、チェコ代表戦で代表初出場。

## タイトル
ブルサスポル
- スュペル・リグ: 2009-10

ガズィアンテプスポル
- スポル・トト・カップ: 2011-12